# Martin Bakole
Martin Bakole Ilunga, né le 1er juin 1993 à Kananga, est un boxeur professionnel congolais. Il est le petit frère du boxeur Ilunga Makabu.

## Biographie
Martin Bakole Ilunga, né le 1er juin 1993 à Kananga en République démocratique du Congo, est un boxeur professionnel évoluant dans la catégorie des poids lourds. Il est le frère cadet d’Ilunga Makabu, ancien champion du monde des poids lourds-légers.
Issu d’une famille passionnée de boxe, Martin Bakole commence son apprentissage très jeune en s’inspirant de son frère aîné. Doté d’un gabarit imposant et d’une puissance de frappe exceptionnelle, il se distingue rapidement dans les compétitions locales.
En 2016, à la recherche de nouvelles opportunités, il s’installe en Écosse, où il rejoint l’entraîneur Billy Nelson. Sous sa direction, Bakole affine sa technique et développe un style de combat redoutable, alliant puissance et mobilité. Il entame alors une ascension fulgurante sur la scène internationale, enchaînant les victoires face à des adversaires expérimentés.
Ses performances notables incluent une victoire sur Tony Yoka en 2022, marquant un tournant dans sa carrière. Il poursuit ensuite son parcours en affrontant des boxeurs de haut niveau et en s’imposant comme un prétendant sérieux au titre mondial.
Avec une carrière en constante progression, Martin Bakole s’affirme comme l’un des poids lourds les plus prometteurs de sa génération, porté par sa détermination et son ambition de décrocher une ceinture mondiale.

## Carrière professionnelle
Bakole passe dans les rangs professionnels en 2014, et remporte la ceinture IBO Continental des poids lourds en 2017 puis échoue l'année suivante face à Michael Hunter pour la ceinture IBO Inter-Continental. En 2019, le boxeur congolais bat notamment Mariusz Wach puis Kevin Johnson. L e 15 janvier 2022, il aurait dû affronter le Français Tony Yoka, ancien champion olympique des poids super-lourds en 2016,,, mais ce combat a été reporté au 14 mai,.
Alors qu'un combat est prévu contre le Français Tony Yoka à Paris en janvier 2022, le retour des jauges dans les salles de spectacle en France entraîne l'annulation de la soirée,. Alors que le Français cherche d'autres combats, l'IBF confirme que le contrat signé entre Martin Bakole et Tony Yoka est toujours valide,. Les deux hommes se retrouvent sur le ring de l'Accor Arena le 14 mai 2022. Martin Bakole le bat aux points,.
En octobre 2023, Martin Bakole s'est imposé en battant Carlos Takam le boxeur franco-camerounais sur arrêt de l'arbitre après 4 rounds.
En janvier 2024, dans le dernier classement publié par la WBA, la World Boxing Association, Martin Bakole apparaît au rang de numéro un mondial des poids lourds.
En août 2024, Martin Bakole a triomphé de l'américain Jared Anderson (en) par K.O au cinquième round, lors de la nuit du 3 au 4 août. Ce match de boxe, qui a eu lieu au BMO Stadium de Los Angeles, aux États-Unis, faisait partie d'un affrontement des poids lourds sur 10 rounds. Bakole a réussi à mettre son adversaire au tapis à deux reprises: une fois au premier round et une autre fois au cinquième et dernier round. Avec cette victoire, Bakole inflige à Jared sa première défaite, alors que ce dernier restait invaincu avec 15 combats remportés, dont plusieurs par K.O.
Le 22 février 2025, il est battu au deuxième round par le néo-zélandais Joseph Parker à Ryad, sur TKO. L'arbitre préfère arrêter la rencontre par sécurité. À sa décharge, il avait remplacé à la dernière minute le champion du monde des poids lourds IBF Daniel Dubois, blessé.

## Vie personnelle
En 2016, Bakole a déménagé à Greengairs, où il est entraîné par Billy Nelson. Son premier enfant, un garçon prénommé Martin Jr, est né en 2020.